# Real parque nacional de Hlane
El Real Parque Nacional de Hlane (en inglés: Hlane Royal National Park) es un parque del Reino de Suazilandia, situado a aproximadamente 67 kilómetros al noreste de Manzini por la carretera MR3. Antes de ser designado como parque público, era un coto de caza real privado. Hlane, que significa "desierto", fue bautizado así en honor al rey Sobhuza II de Suazilandia. En la actualidad su el rey Mswati III lo mantiene en fideicomiso para la nación, y es gestionado por Big Game Parks, una entidad privada.
Es la mayor área protegida de Suazilandia y también su parque más grande. El parque y sus zonas de dispersión adyacentes cubre 30 000 hectáreas de sabana. Se trata de una zona de tierras bajas, cubiertas de árboles de madera noble antiguos, como el espino de nudo, el palo de plomo y el tambuti, con algunos pastizales y marismas poco profundas. 
En Hlane viven leones, elefantes, jirafas sudafricanas y rinocerontes blancos. Las manadas de ñus, cebras e impalas se sienten atraídas por los abrevaderos durante los meses secos de invierno, de junio a septiembre. Después de una larga ausencia, se han reintroducido poblaciones de guepardos en este parque. 